# 中島用水路

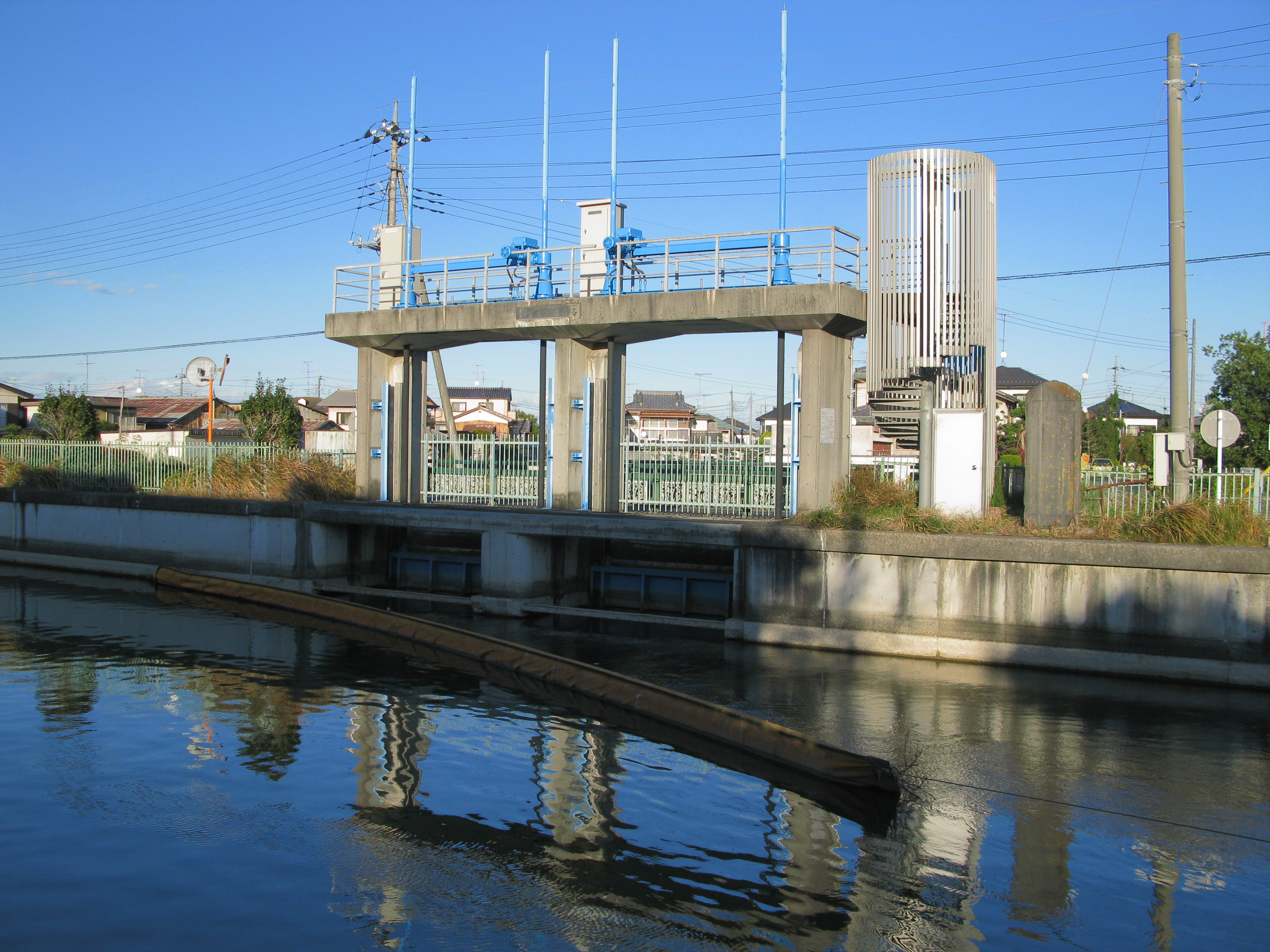
中島分水工

中島用水路（なかじまようすいろ）は、埼玉県久喜市を流れる農業用水路である。
ここでは中島用水路のほか、見沼代用水土地改良区により一体に管理されている支線用水路についても述べる。

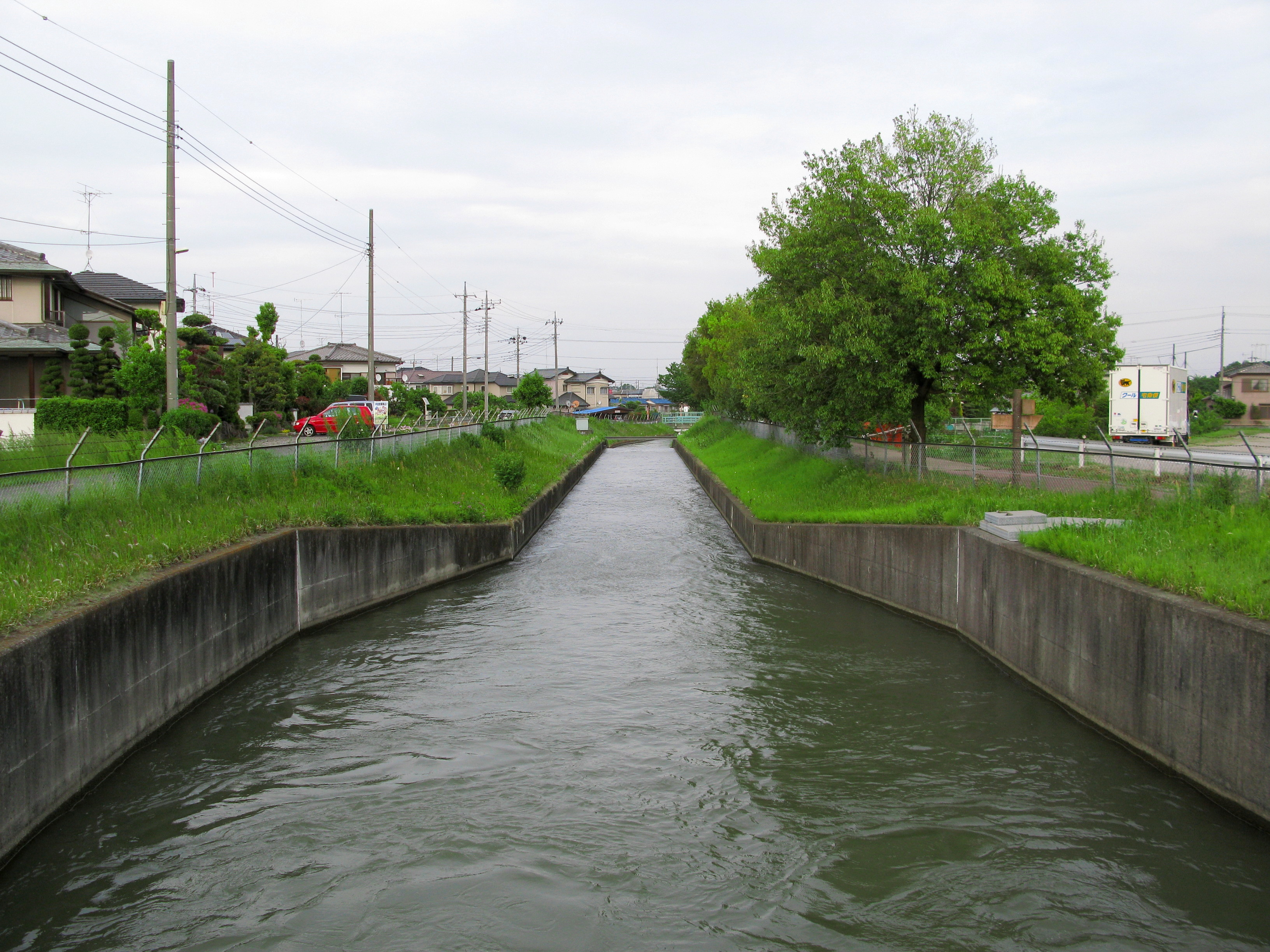
起点付近（久喜市菖蒲地区）

- 中島用水路
  - 黒沼用水
    - 内牧用水
    - 豊春用水

  - 笠原沼用水（笠原用水）
    - 中須用水
    - 百間用水

## 中島用水路

### 概要
中島用水路は見沼代用水路の支線用水路である。
埼玉県久喜市菖蒲町菖蒲にある中島用水分水工にて見沼代用水（星川）より分水し、星川の北側を並行し東へ流下する。久喜市江面地区の除堀にある除堀調節堰にて黒沼用水路と笠原沼用水路（笠原用水）とに分水し、終点となる。流域は主に水田地域である。
中島用水とは菖蒲区域での名称である。これは起点付近の小字である「上中島」並びに「下中島」に由来する。久喜区域では黒沼笠原用水（くろぬまかさはらようすい）と称される。
中島用水路沿いには水と緑のふれあいロードが整備されている。

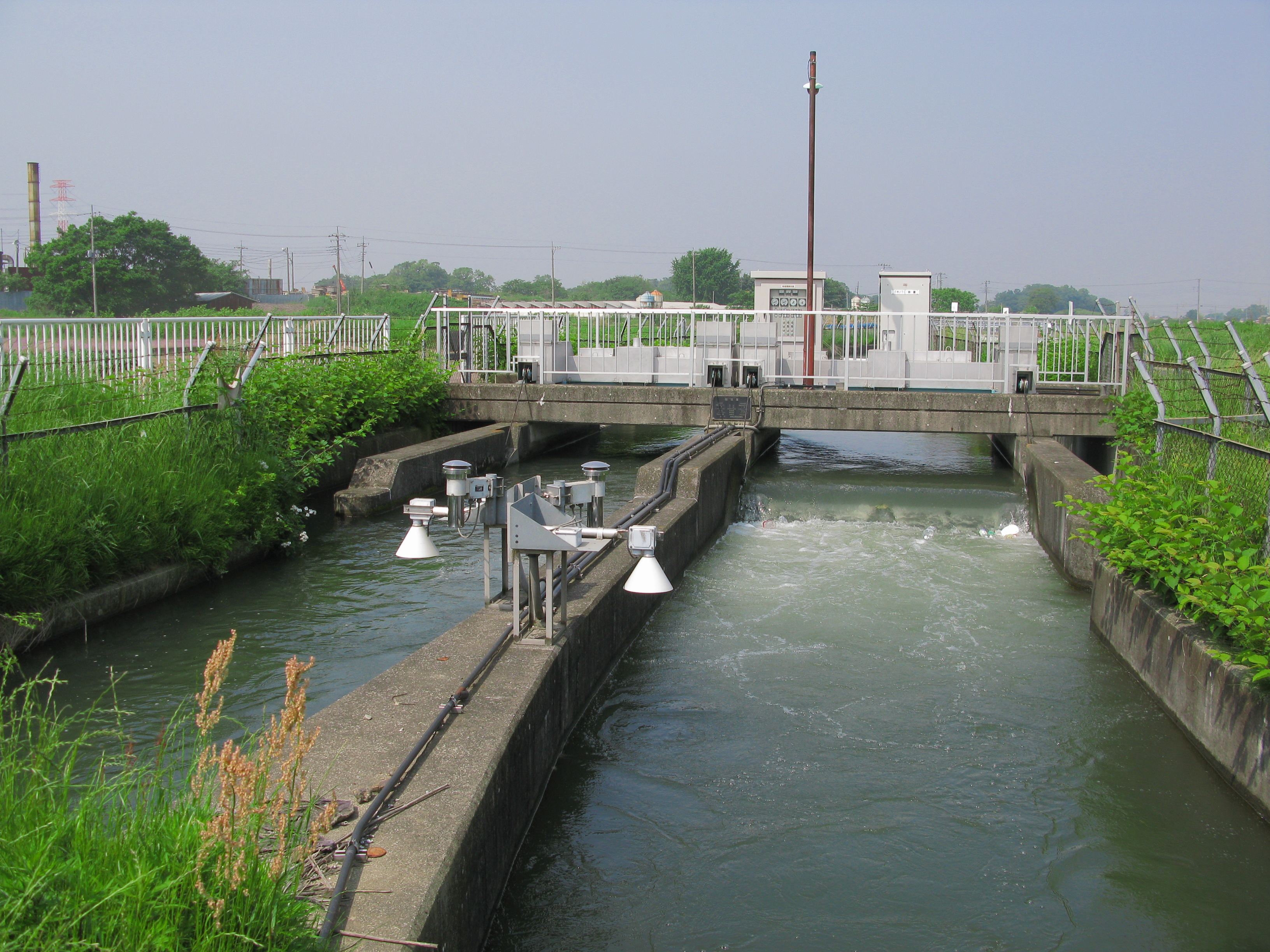
黒沼用水と笠原沼用水（右）の分岐

### 歴史
1728年（享保13年）春に井澤弥惣兵衛為永によって見沼代用水路が開削され見沼の干拓がなされると、引き続き周辺の沼の干拓が計画され、黒沼（現在の埼玉県さいたま市岩槻区表慈恩寺地区北部）と笠原沼（現在の宮代町、白岡市）を干拓するための代用水路として黒沼用水が同年中に開削され、下流部の笠原沼用水も遅くとも1729年（享保14年）末までには完成していた。
江戸時代は幕府の管理であったが、1881年（明治14年）に維持管理が受益者負担となり、1905年（明治38年）に黒沼笠原沼用水路普通水利組合が結成された。1952年（昭和27年）に黒沼笠原沼土地改良区が発足、合併をへて2003年から見沼代用水土地改良区が管理をしている。また、1979年（昭和54年）から埼玉合口二期事業が始まり（1996年完成）、水路の改修、水位調節水門の新設等が行われた
。

### 施設
施設管理は見沼代用水土地改良区と独立行政法人水資源機構の共同管理。利根導水路建設事業の埼玉合口二期事業としては笠原沼用水路の太田袋堰までの8.5 kmが整備された。
- 中島用水分水工
- 台調節堰
- 除掘調節堰

### 橋梁
- さくらばし[7]
- 中島橋[8]
- しんぼり橋（埼玉県道5号さいたま菖蒲線 星川バイパス）
- 名称不明
- 名称不明
- 上出橋
- 名称不明
- 新三崎橋
- 三崎橋
- 南部橋
- ふれあい橋
- 新台橋
- 黒沼橋（国道122号旧道）
- 名称不明
- 台橋
- 菖蒲台第一高架橋（首都圏中央連絡自動車道（圏央道））
- 名称不明
- 前畑橋（国道122号騎西菖蒲バイパス）
- 板橋
- 山王橋
- 名称不明
- 下ノ橋
- 富士見橋
- 中瀬橋

## 黒沼用水
黒沼用水（くろぬまようすい）は、埼玉県久喜市・白岡市を流れる灌漑農業用水路である。

### 概要
黒沼用水は1728年（享保13年）に黒沼干拓のために井澤弥惣兵衛為永によって開削された見沼代用水路の支線用水路である。黒沼笠原用水として見沼代用水から分水された水路は、久喜市江面地区にて黒沼用水と笠原沼用水（笠原用水）とに分水し南東方向へ流下する。白岡市の太田新井にて黒沼の北側を流れる内牧用水と南側を流れる豊春用水とに分水し終点となる、延長9 kmの用水である。流域は主に水田地域で、白岡駅付近は住宅地となっている。途中三ヶ村落堀が架け樋で、隼人掘と新堀排水路（通称、新堀）の二つの河川が伏せ越しで立体交差を形成している。
また、用水路を改修した際に生じた用地を活用し水と緑のふれあいロード（遊歩道）が流路沿いに整備されている。

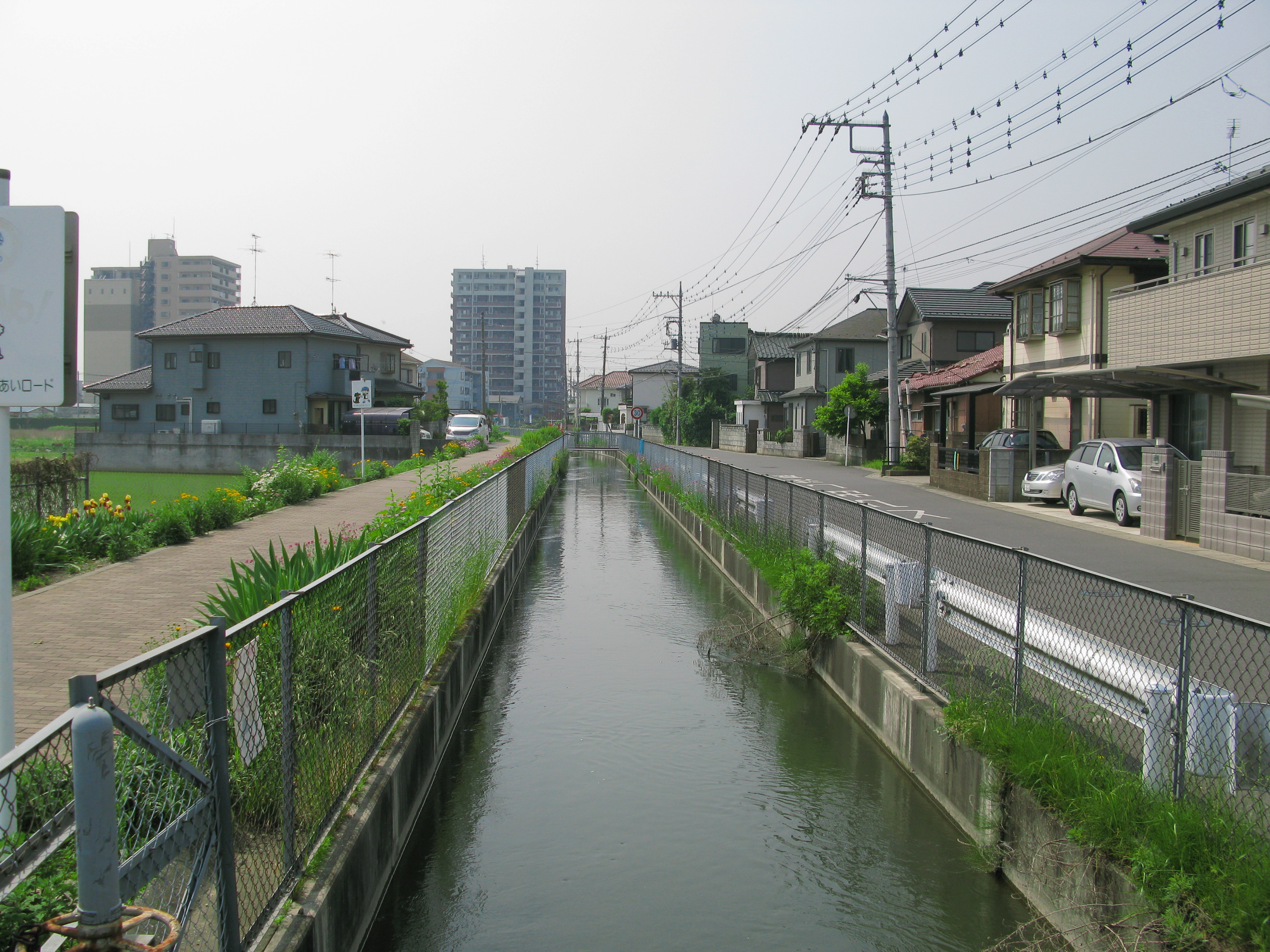
白岡市白岡地区

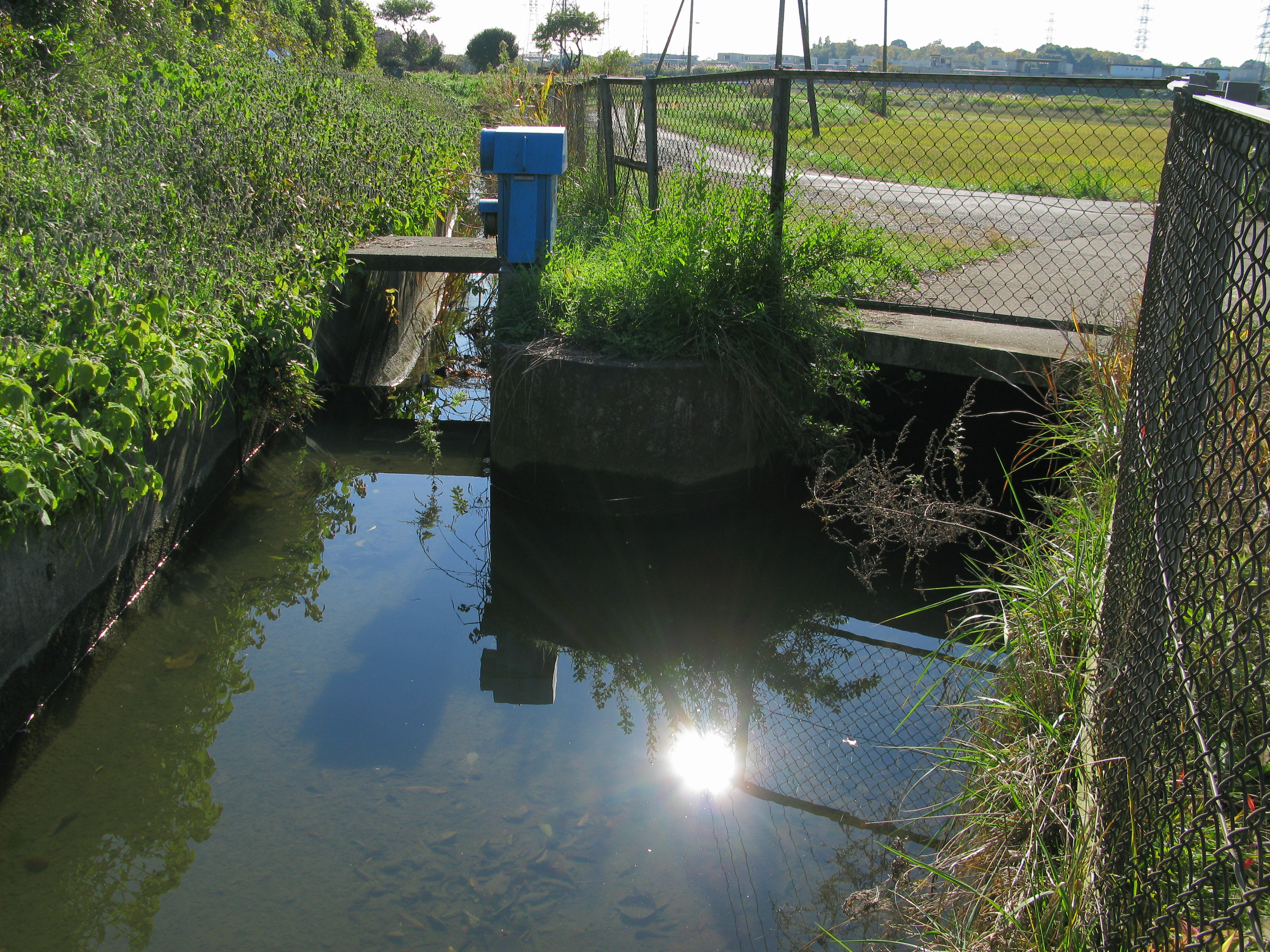
内牧用水（左）と豊春用水の分水点

分流
- 馬立用水
- 内牧用水（旧黒沼の東縁）
- 豊春用水（旧黒沼の西縁）

### 施設
- 除堀堰
- 篠津伏越
- 新堀伏越（新堀サイフォン）
- 内牧豊春分水堰

- ふれあいの森公園
- 内牧サイクリングコース

### 橋梁
- 原天沼橋[7]
- 天沼橋
- 生楽寺橋[10]（埼玉県道87号上尾久喜線）
- 弁天橋（埼玉県道78号春日部菖蒲線）
- 新高台橋（埼玉県道3号さいたま栗橋線）
- 押出橋
- 新押出橋
- 志部下橋
- 無縁橋
- 姥神四号橋
- 姥神三号橋
- 姥神二号橋
- 姥神一号橋
- 東北新幹線
- （埼玉県道78号春日部菖蒲線）
- 姥神橋
- （埼玉県道78号春日部菖蒲線）
- 西下谷上橋
- 西下谷下橋
- 白岡堰上橋
- 白岡堰下橋
- 名称不明
- 東北本線
- 鉄道下橋
- 公明橋
- 共栄橋
- 東北自動車道側道
- 東北自動車道
- （埼玉県道162号蓮田白岡久喜線）
- 里橋
- 名称不明
- 黒沼第二号管渠 （埼玉県道78号春日部菖蒲線）
- 根野尾橋
- 中道橋
- 戸崎二号橋
- 名称不明
- 岡泉石橋
- 名称不明
- 黒沼第一号管渠（埼玉県道78号春日部菖蒲線）
- 本田上橋
- 下手橋
- 名称不明
- 神明下橋
- 名称不明
- 名称不明
- 丑沼橋
- 大山二号橋
- 大山一号橋
- 高台橋（埼玉県道65号さいたま幸手線）
- 名称不明
- 土橋山橋
- 名称不明

### 内牧用水
内牧用水は黒沼用水の支線用水路である。白岡市太田新井の内牧豊春分水堰で豊春用水と分水され、黒沼の北縁を流れた後、最終的に隼人堀川に落ちて終点となる。

### 豊春用水
豊春用水は黒沼用水の支線用水路である。白岡市太田新井の内牧豊春分水堰で内牧用水と分水され、黒沼の南縁を流れた後、最終的に古隅田川に落ちて終点となる。流路沿いに水と緑のふれあいロード（遊歩道）が整備されている。

## 笠原沼用水
笠原沼用水（かさはらぬまようすい）は、埼玉県久喜市・白岡市・宮代町を流れる灌漑農業用水路である。笠原用水とも称する。

### 概要
笠原沼用水は1728年（享保13年）に開削された、中島用水の支線用水路である。中島用水（黒沼笠原用水）として見沼代用水から分水し、久喜市江面地区にて黒沼用水と笠原沼用水とに分水し南東方向へ流下する。途中庄兵衛堀川、姫宮落川、備前堀川の３つの河川が交差し、姫宮落川は架け樋、庄兵衛堀川・備前堀川は伏せ越ししている。宮代町西粂原地区にある中須百間分水堰で中須用水と百間用水とに分水し、終点となる。笠原沼用水は久喜市内においては笠原用水（かさはらようすい）と称される。
分流
- 中須用水
- 百間用水

### 施設
- 除堀堰
- 原伏越（笠原沼代用水と庄兵衛堀の交差）
- 中須百間分水堰

### 橋梁
- 除堀橋[10]（埼玉県道78号春日部菖蒲線）
- 新堀橋[7]
- 松葉橋
- 笠原中橋
- 原新田橋
- 笠原沼田圃橋
- 名称不明
- 笠原橋（埼玉県道87号上尾久喜線）
- 大野橋（埼玉県道3号さいたま栗橋線）
- 南谷橋（東北自動車道西側側道）
- 谷橋《東北自動車道西側側道》（久喜白岡ジャンクション建設の為撤去）
- （東北自動車道）
- 北谷橋（久喜白岡ジャンクション建設の為撤去）
- 新北谷橋（埼玉県道162号蓮田白岡久喜線）
- 名称不明
- 名称不明
- 名称不明
- 名称不明
- 東北新幹線側道《町道》（橋架名不明）
- 東北新幹線
- 内舞台1号橋
- 内舞台2号橋
- 内舞台3号橋
- 名称不明
- 東北本線
- 道地用水橋
- 内腰巻四号橋
- 内腰巻三号橋
- 内腰巻二号橋
- 内腰巻一号橋
- 名称不明
- 名称不明
- 上宿下橋
- 下笠原沼田圃二号橋
- 下笠原沼田圃三号橋
- 下笠原沼田圃四号橋
- 埼玉県道65号さいたま幸手線

## 百間用水

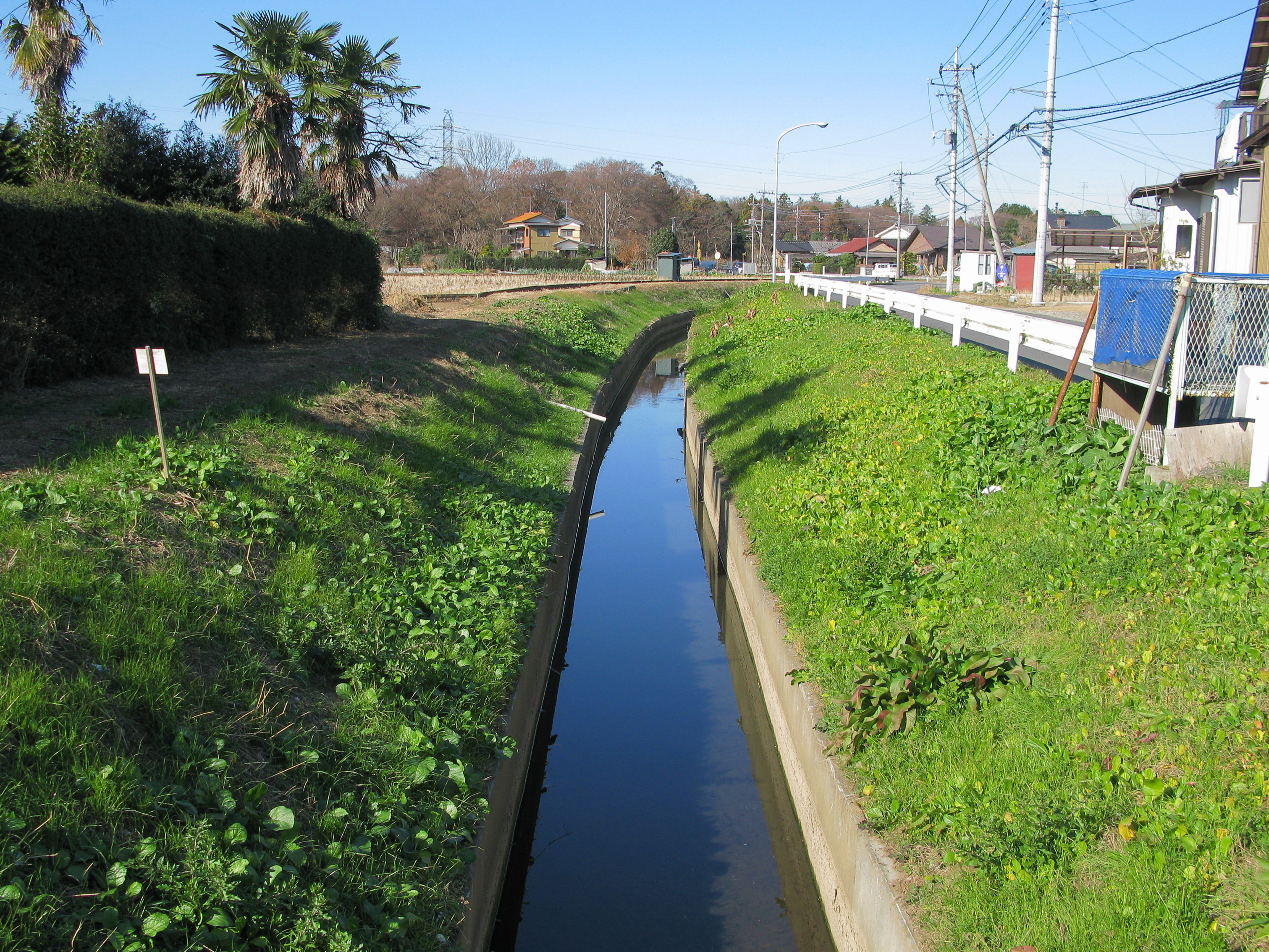
宮代町山崎地区（2011年12月）

百間用水（もんまようすい）は、埼玉県白岡市、宮代町を流れる江戸時代中期に開削された灌漑農業用水路である。
かつては笠原南側用水とも呼ばれていた。

### 概要
百間用水は笠原沼用水の支線用水路である。笠原沼用水から宮代町西粂原地区にある中須百間分水堰で中須用水と分水し、姫宮駅付近で笠原沼落右岸に至る用水路である。途中、第六天分水堰で内郷用水を支線として分水する。主にかつての笠原沼や姫宮落川の南側地域（旧百間村）を灌漑している。流域は主に水田地域で、末端区間は住宅地となっている。水幅は中須用水より広い。

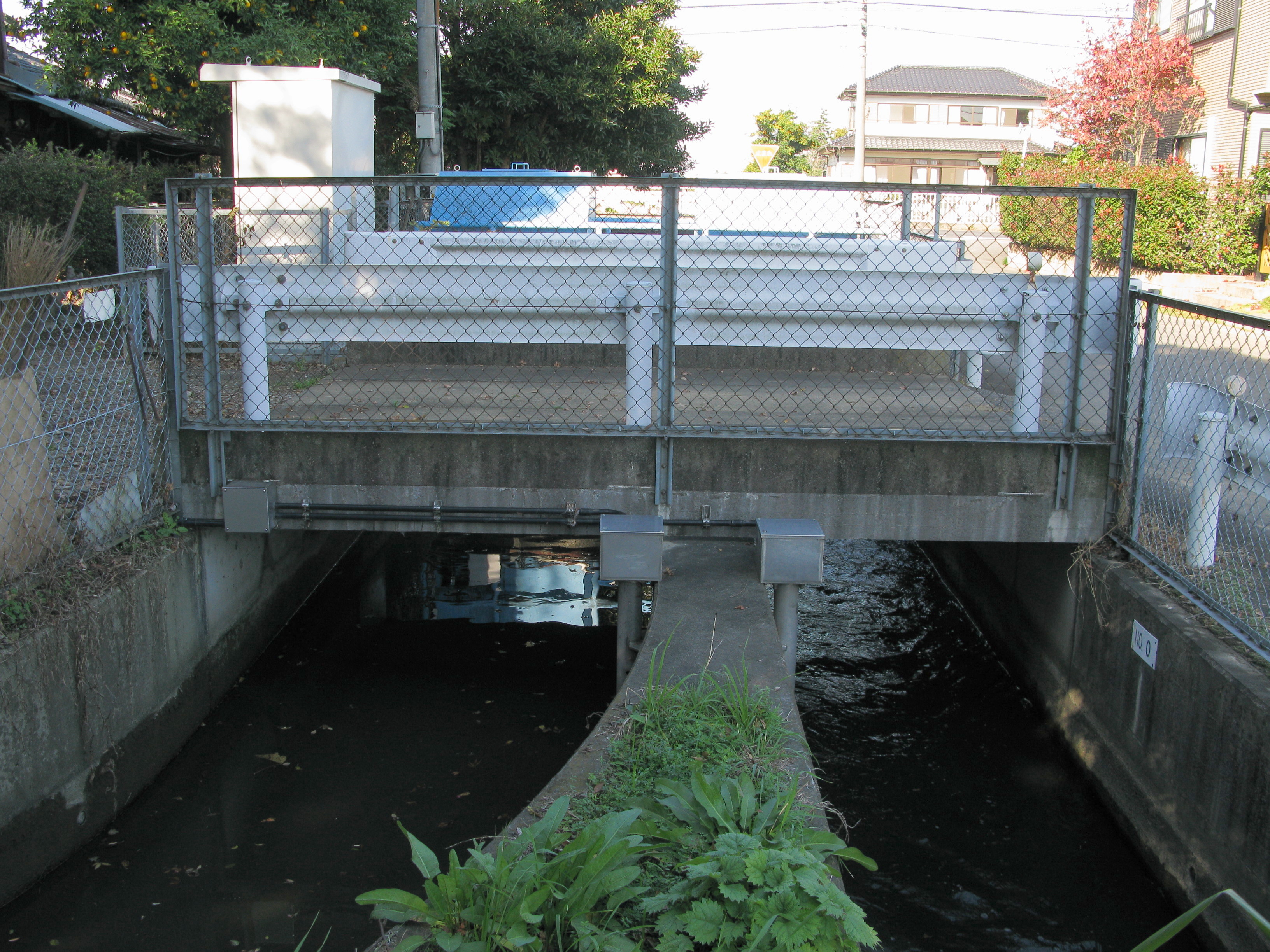
中須用水と百間用水（左）の分岐

分流
- 内郷用水

合流先
- 笠原沼落

### 施設
- 中須百間分水堰
- 上野田伏越（笠原南側用水と高岩落が交差）
- 上野田（爪田谷）掛渡井（笠原南側用水と爪田谷落が交差）
- 第六天堰（内郷用水を分流）

### 橋梁
- 西島橋[7]
- 下原橋
- 小石橋
- 西中橋（埼玉県道154号蓮田杉戸線）

## 中須用水

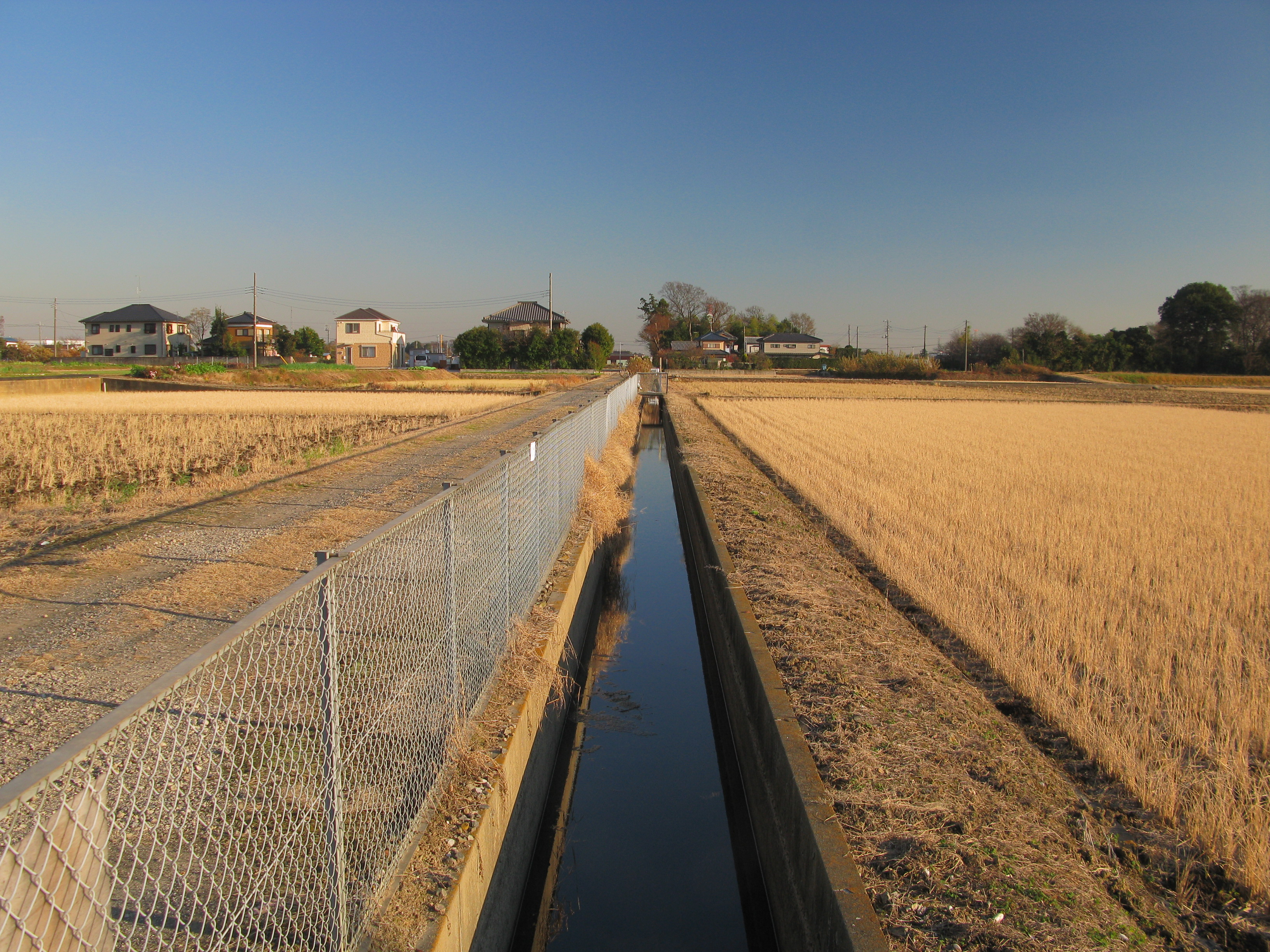
宮代町中島地区（2011年12月）

中須用水（なかすようすい）は、埼玉県南埼玉郡宮代町を流れる灌漑農業用水路である。かつては笠原北側用水とも呼ばれていた。

### 概要
中須用水は笠原沼用水の支線用水路である。笠原沼用水から宮代町西粂原地区にある中須百間分水堰で百間用水と分水し、姫宮落川の左岸沿いを流れ、宮代町川端地区で姫宮落川左岸に合流する用水路である。笠原沼の干拓に際して用水を供給するために開削された用水路で、主にかつての笠原沼や姫宮落川の北側地域（旧百間中島村・須賀村・蓮谷村）を灌漑している。
流域は主に水田地域で、東武動物公園駅付近は住宅地となっている。水幅は自転車１台分ほどで非常に狭い。
また、用水路沿いに桜が植栽され、水と緑のふれあいロード（遊歩道）が整備されている。
合流先
- 姫宮落川

### 施設
- 中須百間分水堰

### 橋梁
橋およびそれに類する構造物は数多くあるが、宮代町本田四丁目にある篭谷橋を除き、ほとんどの橋に名称が付けられていない。